# Лужјанки
Лужјанки (слч. Lužianky) насељено је мјесто са административним статусом сеоске општине (слч. obec) у округу Њитра, у Њитранском крају, Словачка Република.

## Становништво
| Година:    | 1994. | 2004.   | 2014.    | 2024.    |
| ---------- | ----- | ------- | -------- | -------- |
| Број људи: | 2374  | 2536    | 2890     | 3456     |
| Разлика:   |       | +6,82 % | +13,95 % | +19,58 % |

| Година:    | 2023. | 2024.   |
| ---------- | ----- | ------- |
| Број људи: | 3338  | 3456    |
| Разлика:   |       | +3,53 % |

Према подацима о броју становника из 2011. године насеље је имало 2.777 становника.